# نيكيتا شارما
نيكيتا شارما (بالإنجليزية: Nikita Sharma)‏ هي ممثلة هندية، ولدت في 28 أغسطس 1990 في نيودلهي في الهند.

## وصلات خارجية
- نيكيتا شارما على موقع IMDb (الإنجليزية)
- نيكيتا شارما على موقع قاعدة بيانات الفيلم (الإنجليزية)